# 布塞 (奥恩省)
布塞（法語：Boucé，法語發音：[buse] ⓘ）是法国奥恩省的一个市镇，属于阿让唐区。

## 地理
布塞（48°38'48"N, 0°5'25"W）面积20.39 平方千米，位于法国诺曼底大区奧恩省，该省份为法国西北部内陆省份，北起顺时针与卡爾瓦多斯省、厄尔省、厄尔-卢瓦省、萨尔特省、马耶讷省和芒什省接壤。
与布塞接壤的市镇（或旧市镇、城区）包括：阿瓦讷、圣玛丽拉罗贝尔、弗朗什维尔、拉朗德德古、勒梅尼勒塞勒尔、圣索沃尔德卡鲁日、维约蓬。

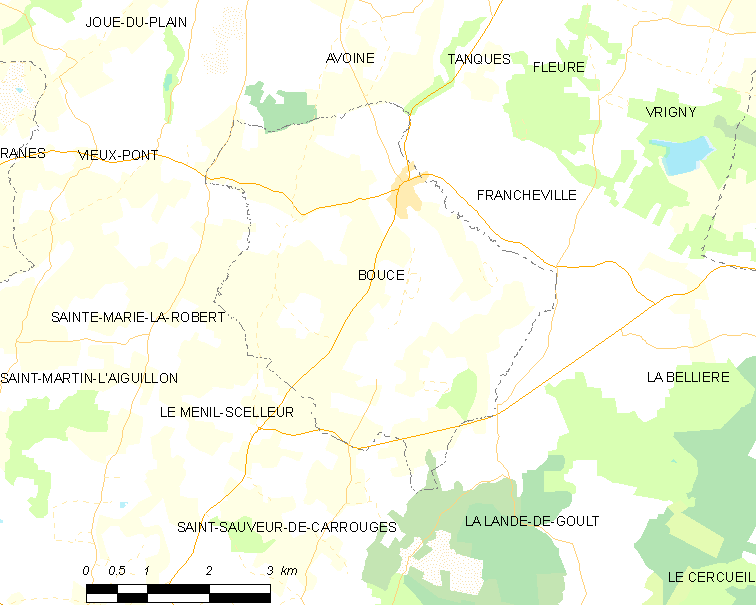
的OSM定位图

布塞的时区为UTC+01:00、UTC+02:00（夏令时）。

## 行政
布塞的邮政编码为61570，INSEE市镇编码为61055。

## 政治
布塞所属的省级选区为马尼勒代塞尔县。

## 人口

1962-2008年间人口变化图示

布塞于2022年1月1日时的人口数量为567人。